# Lutzomyia umbratilis
Lutzomyia umbratilis är en tvåvingeart som beskrevs av Ward R. D., Fraiha H. 1977. Lutzomyia umbratilis ingår i släktet Lutzomyia och familjen fjärilsmyggor. Inga underarter finns listade i Catalogue of Life.
Artens utbredningsområde är Sydamerika, den har hittats i Guyana, Peru, Venezuela, Brasilien, Surinam, Colombia och Bolivia.
Arten är en vektor för vissa parasiter inom släktet  Leishmania som kan orsaka sjukdomen leishmaniasis..